# アンタッチャブルのマキマキでやってみよう!!
『アンタッチャブルのマキマキでやってみよう!!』は、一部のテレビ朝日系列局で放送されていたABCテレビ（朝日放送）、NAVI共同製作のトークバラエティ番組である。アンタッチャブルと西山茉希の冠番組。制作局のABCテレビ（朝日放送）では、2008年4月11日から2009年9月11日まで、毎月第2金曜日25:29 - 25:59(JST)に放送。字幕放送・ハイビジョン制作。　

## 概要
2005年から2008年まで放送された『ブルブルアンタッチャブル』の後継番組。前番組の司会アンタッチャブルに女優・モデルの西山茉希が加わり、リニューアルされた。
また、ABCテレビでは、第2週以外の金曜日24:19 - 24:24に5分間のミニ番組『アンタッチャブルのちょいマキでやってみよう!』が放送された。

## ネット局
- 不定期放送のネット局
  - 静岡朝日テレビ - 毎月最終金曜 24:50 - 25:20（朝まで生テレビ!放送週のみ、2008年5月30日よりネット開始、現在は打ち切り）
  - 岩手朝日テレビ - 毎月最終金曜 24:50 - 25:20（朝まで生テレビ!放送週のみ、2008年6月27日よりネット開始、現在は打ち切り）
  - 宮崎放送
  - 北陸朝日放送
  - 福島放送 - 遅れネットの深夜番組が休止する際などに不定期放送（2008年11月25日よりネット開始）
  - 広島ホームテレビ - 土曜・日曜の午後に30分間の空き枠が出来た際に放送。最近は水曜深夜25:46～26:16に1年前のもの（第7回）が放送されたことがあり、現在は同じ時間帯でレギュラー放送している。
  - 九州朝日放送（毎週水曜 25:20 - 25:50、2009年10月14日より）
  - 東日本放送
  - 北海道テレビ放送

## 放送日・ゲスト
- 第1回（2008年4月11日） - 劇団ひとり、ビビる大木
- 第2回（2008年5月9日） - 松本莉緒、黄川田将也
- 第3回（2008年6月13日） - 加藤夏希、阿部力
- 第4回（2008年7月11日） - YOU、水野美紀
- 第5回（2008年8月8日） - 小野真弓、田中幸太朗
- 第6回（2008年9月12日） - 細川茂樹、梅宮万紗子
- 第7回（2008年10月10日） - ムラマサ☆
- 第8回（2008年11月14日） - ゲストなし　「初ロケ！ダイヤモンド富士を撮れ！」
- 第9回（2008年12月12日） - 安座間美優、峰えりか
- 第10回（2009年1月9日） - ダンテ・カーヴァー、サヘル・ローズ、チャド・マレーン、ロバート・ボールドウィン、マイケル・マカティア
- 第11回（2009年2月13日） - 坂井真紀、星野源
- 第12回（2009年3月13日） - 伊藤淳史、濱田岳
- 第13回（2009年4月10日） - ロケ「2年目突入記念 やりたい事をやってみようSP」
- 第14回（2009年5月8日） - 安達祐実、髙橋洋
- 第15回（2009年6月12日） - 堂珍嘉邦、伊藤ふみお
- 第16回（2009年7月10日） - 特別企画 「山崎弘也のザキザキでやってみよう」
- 第17回（2009年8月14日） - 大後寿々花、波瑠、高山侑子
- 第18回（最終回）（2009年9月11日） - 小倉隆史、福西崇史

## マンスリーアイドル
毎月一人の女性アイドルがマンスリーアイドルとしてエンタメコーナーを担当。『アンタッチャブルのちょいマキでやってみよう！』では柴田（父親）と西山（母親）の娘役として出演する。
- 2008年4月 - 深水あかね
- 2008年5月 - 池田夏希
- 2008年6月 - 井上舞妃子
- 2008年7月 - 安藤沙耶香
- 2008年8月 - 江澤璃菜
- 2008年9月 - 折山みゆ
- 2008年10月 - 吹田早哉佳
- 2008年11月 - 朝倉えりか
- 2008年12月 - まだまみき
- 2009年1月 - 青島あきな
- 2009年2月 - 谷桃子
- 2009年3月 - 清乃
- 2009年4月 - 加藤沙耶香
- 2009年5月 - 鎌田奈津美
- 2009年6月 - 松本さゆき
- 2009年7月 - 手島優
- 2009年8月 - 西内裕美
- 2009年9月 - 大矢真夕

## スタッフ
- ナレーター : 笠原あきら
- 企画・構成 : 笠博勝
- 構成 : 相澤昇、蒲田幸成、くらなり、米川榮一、川上テッペイ
- 技術 : 八峯テレビ、放映サービス
- TP : 田熊克二
- SW : 先崎聡
- CAM : 佐藤大視
- VE : 小林信久
- AUD : 大関満朗
- 照明 : 前島秀之
- 編集技術 : STUDIO MIC
- EED : 真野公宏
- MA : 宮嶌宏道、福田忠光
- 音効 : 板井基至（278）
- 美術 : フジアール
- アートプロデュース : 橋本昌和
- セットデザイン : 天野沙耶花
- 美術進行 : 今井隆之
- 大道具 : 安藤朋希
- 大道具操作 : 宇津木史高
- アクリル装飾 : 石橋誉礼
- 装飾 : 横山公一
- 電飾 : 谷口雅彦
- メイク : フェアウインズ
- 番宣 : 羽谷直子（ABC）
- AD : 亀川匡、小室良太、土屋佳弘、橘麻鈴、柳沢由香里
- AP : みうらさなえ
- ディレクター : 田村育。、今村光宏、吉田美樹
- 演出 : 斉藤崇
- プロデューサー : 高谷充重・梅村陽子（ABC）、志岐誠
- 協力 : STAR・OF・THE・COLOR
- 制作 : ABC、NAVI

### 過去のスタッフ
- プロデューサー : 岸本拓磨（ABC）
- ディレクター : 双津大地郎
- AD : 山崎美香、大和田卓、田中真衣
- 番宣 : 多田香奈子（ABC）